# Lagune de Szczecin
La lagune de Szczecin (en polonais : Zalew Szczeciński, en allemand : Stettiner Haff), d'après le nom du port de Szczecin qui se trouve à environ 20 km en amont sur l'Oder, encore appelée lagune de l'Oder (en allemand : Oderhaff), est un bassin fluvial situé dans la partie sud-ouest de la mer Baltique, partagé entre l'Allemagne et la Pologne.

## Géographie
La lagune est séparée de la baie de Poméranie par les îles d'Usedom (en polonais : Uznam) et Wolin. Elle communique avec la mer Baltique par les détroits de Peenestrom, Świna (en allemand : Swine) et Dziwna (en allemand : Dievenow). Sa superficie est de 687 km2, sa profondeur moyenne est de 4 mètres, sa profondeur maximale est de 6 mètres.

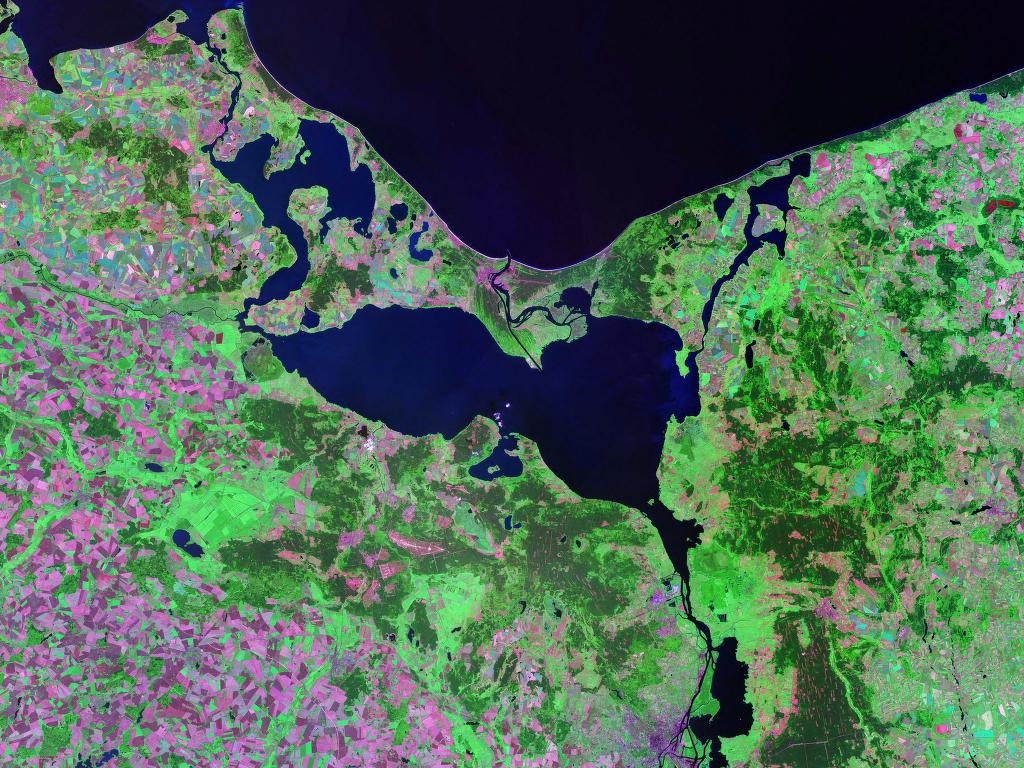
La lagune de Szczecin, vue par satellite en 2000
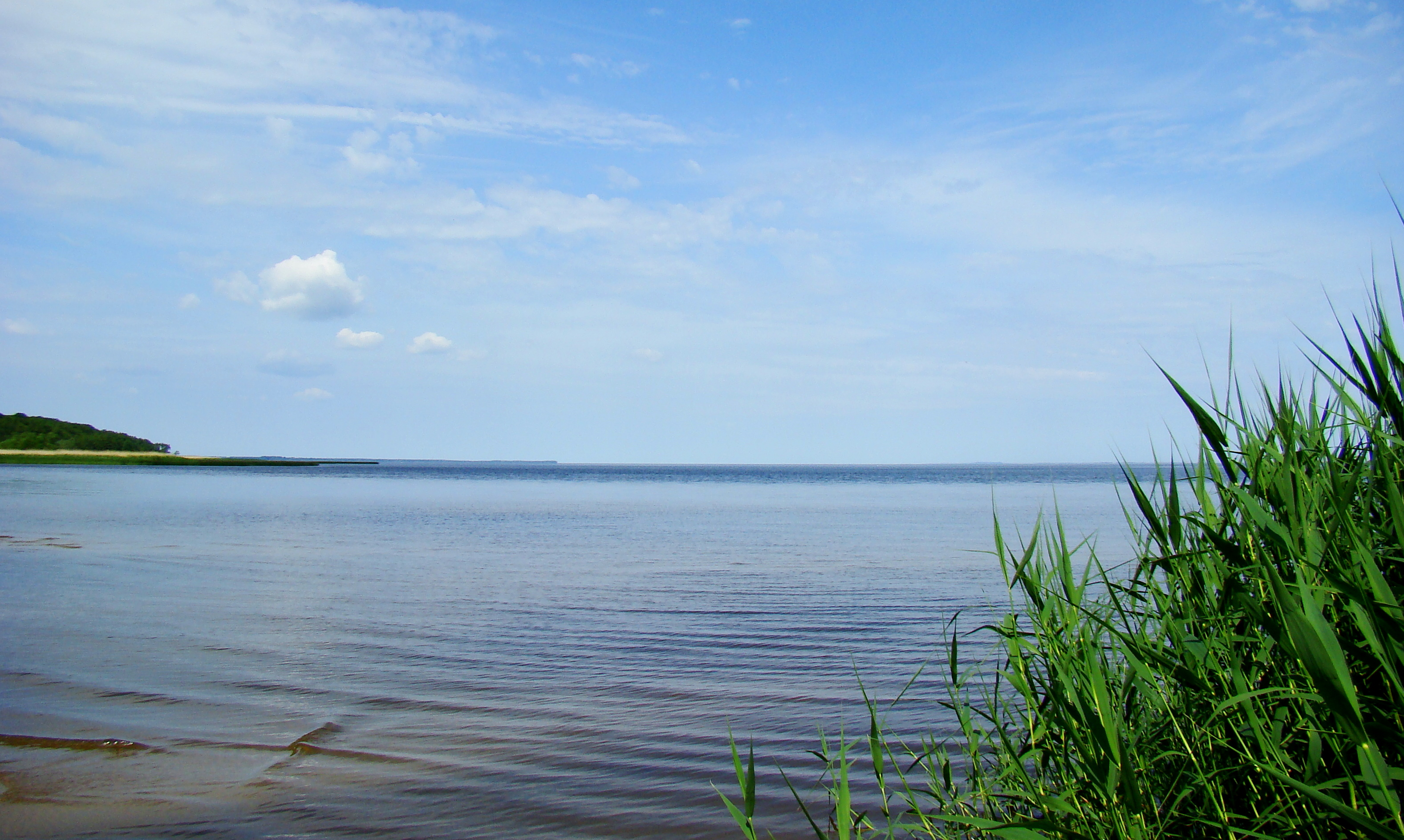
Lagune de Szczecin (Zalew Szczeciński)